# Ballon (chimie)
Pour les articles homonymes, voir ballon.

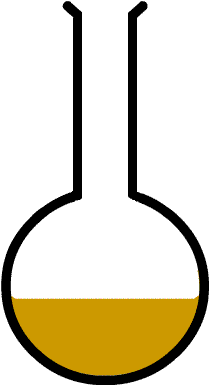
Schéma d'un ballon à moitié plein

En chimie, un ballon est un récipient généralement en verre borosilicate de forme sphérique.
Il peut présenter une ou plusieurs ouvertures qui sont désignées par le terme col ; ainsi un ballon avec un seul col est dit ballon monocol (avec deux cols : ballon bicol, avec trois cols : ballon tricol). Les extrémités des cols comportent souvent des joints coniques (partie femelle) en verre rodé.
Le ballon est très utilisé pour conduire des réactions chimiques notamment en chimie organique. Il peut recevoir sur les différents cols d'autres équipements. Parmi les équipements les plus communs, on distingue :
- l'agitateur pour par exemple homogénéiser le milieu réactionnel, lors d'une réaction en chimie organique ;
- le réfrigérant pour condenser les vapeurs de solvants, de réactifs ou de produits ;
- l'ampoule de coulée pour ajouter en cours de manipulation un réactif liquide ;
- le thermomètre pour la mesure de la température du milieu réactionnel.

De même, le ballon est la plupart du temps chauffé avec un chauffe-ballon, qui peut le cas échéant être équipé d'une agitation magnétique.
La contenance du ballon varie couramment de 5 mL à plusieurs litres. Cependant, en laboratoire, au-dessus du litre, des réacteurs double-enveloppe sont préférés.
Il existe des ballons à fond plat ; ils sont interdits à un usage sous vide. Les ballons à fond rond sont maintenus droit par un valet en liège ou en matière plastique.

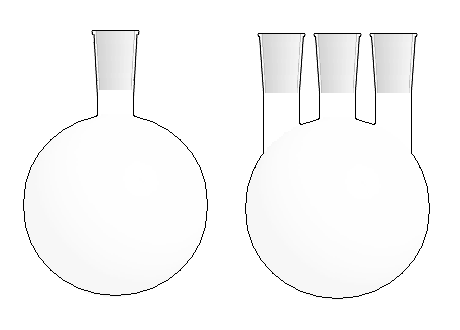
Schéma d'un ballon monocol et tricol, à cols rodés
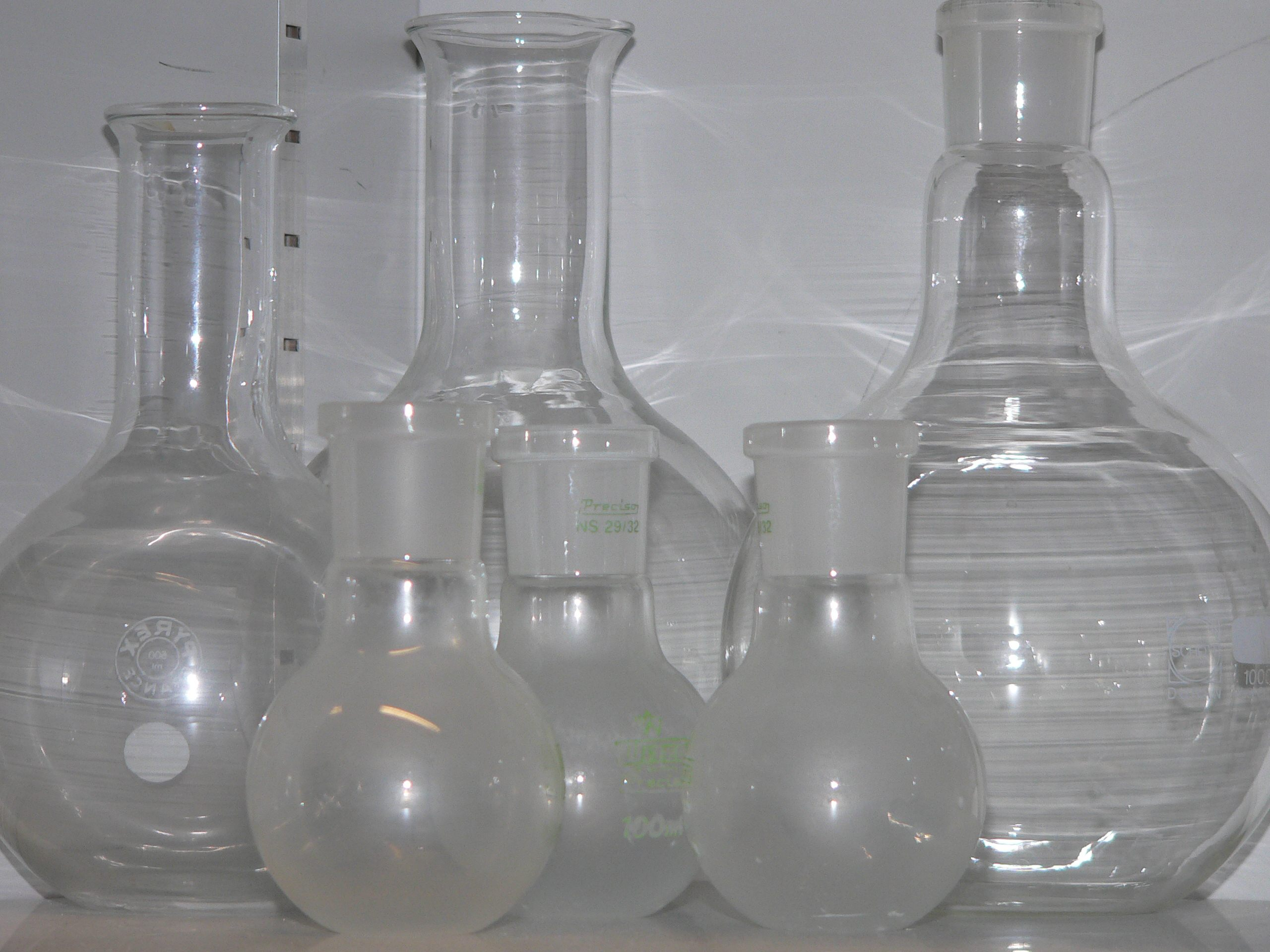
Divers modèles de ballons